# Itay Tiran
Itay Tiran (en hebreo: איתי טיראן‎; nacido el 23 de marzo de 1980) es un actor de teatro y cine israelí, director y un conocido defensor pro palestino en Israel. Como actor, es conocido por sus papeles en Forgiveness (2006), Beaufort (2007), The Debt (2007), Patria (2008), Líbano (2009), La Promesa (2011), Anleitung zum Unglücklichsein (2012), Die Lebenden (2012), Lauf, Junge, lauf (2013) y Demon.

## Primeros años
Tiran nació y creció en Petaj Tikva, Israel, en una familia judía asquenazí. Su padre Raffi es un diseñador gráfico que emigró de Hungría y su madre Mónica es una contadora que emigró a Israel desde Suecia. Su abuela materna, Deborah, sobrevivió a Auschwitz. Itay es uno de cuatro hijos; su hermano menor, Alon Tiran, es un prometedor director de teatro. Itay estudió piano clásico en el conservatorio municipal de Petaj Tikva y luego se especializó en música en la Escuela Secundaria de Artes Thelma Yellin. Estaba exento del servicio militar obligatorio en las Fuerzas de Defensa de Israel por motivos de salud mental. En 1999 se matriculó en la Escuela de Actuación Beit Zvi, donde su talento fue inmediatamente reconocido. Pagó sus estudios ganando beca tras beca. Sus papeles como estudiante de tercer año incluyeron a Mozart en Amadeus, Nerón en Británico, Rey Ricardo en Ricardo II y Berger en el musical Hair.

## Carrera teatral
Al finalizar sus estudios Tiran se incorporó al Teatro Cámeri de Tel Aviv. Entre sus papeles se encuentran Eilif en Madre Coraje, El Rey en Rumpelstiltskin, Franz Jägerstätter en Eye Witness de Yehoshua Sobol (dirigida por Paulus Manker), Nicolah en Caviar and Lentils, el papel principal en Hamlet de Omri Nitzan, Christian en Festen y Mozart en Amadeo. En marzo de 2007, Itay recibió excelentes críticas del público y los medios de comunicación en Washington D. C., por su interpretación de Hamlet en la gira mundial de la producción del Tel Aviv Cameri Theatre. El "Hamlet Israelí" actuó en Shanghái, Cleveland, Gdansk, Bucarest y Moscú. En 2010, Itay interpretó a Kittel en Ghetto, de Yehoshua Sobol, seguido de un notable debut como director con Woyzeck, de Georg Büchner, en la que también interpretó el papel principal. Woyzeck de Tiran fue acogido con agrado por las críticas, lo que le convirtió en un director de teatro a tener en cuenta. A finales de 2011, la producción de Cabaret del Teatro Cameri contó con un MC oscuro y aterrador interpretado por Itay Tiran, que finalmente le valió el Premio al Mejor Actor en los Premios del Teatro Israelí de 2011. En julio de 2012, el Teatro Cameri presentó un proyecto especial, Ricardo II y Ricardo III de William Shakespeare, dirigido por Arthur Kogan con Tiran en ambos papeles principales. El proyecto fue un gran éxito comercial y de crítica. Las virtuosas habilidades interpretativas de Tiran fueron premiadas en los Premios de Teatro Israelíes de 2012 cuando ganó el premio al Mejor Actor por Ricardo III. El proyecto "Ricardos" de Cameri ganó 7 premios, incluidos Mejor Director, Mejor Actor de Reparto y Mejor Obra. En el verano de 2013, Tiran adaptó el libro Little Man, What Now? por Hans Fallada. La obra, bellamente dirigida, le valió grandes elogios de la crítica como director de teatro; el periódico Haaretz incluso llamó a Tiran el Laurence Olivier del teatro israelí. Woyzeck de Tiran acudió al Festival Büchner en Wiesbaden (Alemania) en la primavera de 2013 y obtuvo excelentes críticas. Tiran interpretó el papel principal en la obra Cyrano de Bergerac de Edmond Rostand a finales de 2013. En 2019, Tiran interpretó el papel principal en Otelo de Shakespeare en el Staatstheater Stuttgart.

## Carrera cinematográfica
Itay Tiran ha desempeñado papeles protagónicos en películas premiadas como: Forgiveness, presentada en el Festival Internacional de Cine de Berlín en 2006; Beaufort, que ganó el Oso de Plata al Mejor Director en el Festival Internacional de Cine de Berlín en 2007 y luego fue nominada al Óscar en la categoría de Mejor Película Extranjera en 2008; y Líbano, que ganó el León de Oro en el 66.º Festival de Cine de Venecia en 2009 y el Premio Descubrimiento en los Premios del Cine Europeo en 2010. En 2011, Channel 4 del Reino Unido proyectó la miniserie La Promesa de Peter Kosminsky. Tiran interpretó a Paul, un ex soldado convertido en izquierdista. 2012 fue un año interesante para Tiran, interpretó a Thomas Paulson, un fotógrafo con un perro, en la producción cinematográfica alemana Anleitung zum Unglücklichsein dirigida por Sherry Hormann y Jocquin, un fotógrafo israelí, en la película austriaca Die Lebenden dirigida por Barbara Albert.

## Vida personal
Tiran conoció a la cantante y actriz israelí nacida en Alemania Melanie Peres en 2007. Udi Aloni los casó en el jardín de Shulamit Aloni el 31 de octubre de 2008. Residieron en Sitria.
Tiran es un defensor de la izquierda radical en Israel, pro palestino y respalda el movimiento BDS; promoviendo diversas formas de boicot contra Israel. También cree que "el sionismo es racismo".

## Filmografía
| Año  | Título                        | Papel                  | Director        |
| ---- | ----------------------------- | ---------------------- | --------------- |
| 2006 | Forgiveness                   | David                  | Udi Aloni       |
| 2007 | Beaufort                      | Koris                  | Joseph Cedar    |
| 2007 | The Debt                      | Joven Zvi              | Assaf Bernstein |
| 2008 | Homeland                      | Lolek                  | Danny Rosenberg |
| 2009 | Líbano                        | Assi                   | Samuel Maoz     |
| 2011 | La Promesa                    | Paul                   | Peter Kosminsky |
| 2012 | Anleitung zum Unglücklichsein | Thomas Paulson         | Sherry Hormann  |
| 2012 | Die Lebenden                  | Jocquin                | Barbara Albert  |
| 2013 | Lauf, Junge, lauf             | Moshe                  | Pepe Danquart   |
| 2015 | Demon                         | Piotr                  | Marcin Wrona    |
| 2015 | Mossad 101                    | Avishay "Avsha" Angler | Dabiel Syrkin   |